# Globidens
Globidens ("dientes de globo") es un género de saurópsidos mosasáuridos, que vivieron en el Cretácico superior, en lo que hoy es Norteamérica, Marruecos, Angola e Indonesia.

## Descripción
Globidens medía 6 m de longitud y se diferenciaba de otros mosasaurios porque carecía de dientes puntiagudos que los utilizaba para atrapar peces y otras criaturas marinas como pulpos o calamares. Muchos de los casi 40 dientes que tenía eran redondos como pelotas de golf y de un tamaño similar. Lejos de sobresalir, se encontraban incrustados en la mandíbula, de modo que solo se vea la parte superior. Una dentadura así resultaba ideal para aplastar las gruesas conchas de moluscos como las almejas o los cangrejos de cuerpo duro. Los dientes frontales eran largos y con forma de clavija, y Globidens pudo usarlos para extraer los moluscos del fondo marino o arrancarlos de las rocas.